# Нона Гаприндашвили
Нона Гаприндашвили (груз. ნონა გაფრინდაშვილი; Зугдиди, 3. мај 1941) је грузијска шахисткиња и шести женски светски шампион у шаху (1962 — 1978). Рођена је у Зугдидију, Грузија, и била је најјачи женски шахиста своје генерације.
Године 1961. са 20 година, Гаприндашвили је освојила четврти женски турнир кандидаткиња и квалификовала се за меч за титулу са светском шампионком у шаху Елизаветом Биковом. 1962. године лако је добила меч резултатом 9:2 (+7-0=4) и потом је титулу успешно одбранила титулу четири пута; три пута против Але Кушнир:
- 1965. године резултатом 10:6;
- 1969. године резултатом 12:7;
- 1972. године резултатом 12:11,

и једном против Грузијке Нане Александрије (1975. године, резултат 9:4). Изгубила је титулу 1978. године, такође од Грузијке, седамнаестогодишње Маје Чибурданидзе резултатом 11:13 (+2-4=9).
За време каријере Гаприндашвили се успешно такмичила на мушким турнирима, победивши (између осталог) на Челенџер турниру у Хастингсу 1963/64 и поделивши прво место у Лоун Пајну 1977. Године 1978. постала је прва жена која је освојила титулу мушког велемајстора, а женски велемајстор била је од 1962. године. Титула велемајстора додељена јој је на основу чињенице да је била женски шампион у шаху, по сличном правилу по коме се додељује титула велемајстора победнику светског омладинског шампионата у шаху (касније ће Жужа Полгар, Мађарска, постати прва жена која је освојила ову титулу по норма систему).

## Занимљивости
Године 1975. један парфем је по њој добио име.